# Wierszuliszki
Wierszuliszki (lit. Viršuliškių seniūnija, Viršuliškės) – prawobrzeżna  dzielnica administracyjna Wilna.